# Novem Baumann
Novem Baumann (Suiza, 4 de diciembre de 1995) es un futbolista suizo de origen filipino. Juega de arquero y su actual equipo es el FC Zürich.

## Selección
Ha sido internacional con la Selección Sub-17 y Sub-19 de Suiza en 5 ocasiones.

## Clubes
| Club                 | País  | Año           |
| -------------------- | ----- | ------------- |
| FC Zürich            | Suiza | 2011-2014     |
| FC Wil 1900 (Cedido) | Suiza | 2014-2015     |
| FC Zürich            | Suiza | 2015-presente |